# Main Street
A Main Street az Éva-Neoton Dél-Koreában megjelent nagylemeze, melynek zenei anyaga azonos az Édentől keletre című 1990-es albummal. A koreai változatot 1991-ben kezdték forrgalmazni.

## Megjelenések
| Ország    | Formátum | Sorszám  | Kiadó         | Év   |
| --------- | -------- | -------- | ------------- | ---- |
| Dél-Korea | LP       | SDPR-022 | Seoul Records | 1991 |

- Main Street
- Édentől keletre (East Of Eden)
- Veszedelmes vagyok (I Am Dangerous)
- Táncolnék veled (I Would Dance With You)
- Számíthatsz rám (You Can Rely On Me)
- Nem megy tovább (I Can't Go On Like This)
- Can't Stop
- Százszorszép (Daisy)
- Elutazom (I'm Going Away)
- Levegőt! (The Air)
- Sohase gondolj rá! (Don't Ever Think Of...)
- Hiányzol (Missing You)

## Közreműködők
- Demeter Gabriella, Rajcs Renáta – háttérének
- Herpei Sándor – dobok
- Bob Heatlie – szaxofon, szintetizátor
- Erdélyi Gábor – szintetizátor
- Maródi Szép Pál – dalszövegíró